# PostFinance-Arena
La PostFinance Arena di Berna (conosciuta anche come Allmend o Bern Arena) è la più capiente pista d'hockey su ghiaccio della Svizzera ed una delle più grandi d'Europa. Anche per questo motivo l'SC Berna è da diversi anni il club hockeystico con la media di spettatori più alta del continente.
Costruita nel 1967 può contenere 17 131 spettatori ed è stato anche lo scenario principale del campionato mondiale di hockey su ghiaccio 2009. Nel giugno 2016 ha anche ospitato i campionati europei di ginnastica artistica.